# Solenanthus reverchonii
Solenanthus reverchonii là một loài thực vật thuộc họ Boraginaceae. Đây là loài đặc hữu của Tây Ban Nha. Môi trường sống tự nhiên của chúng là vùng cây bụi ôn đới. Chúng hiện đang bị đe dọa vì mất môi trường sống.